# Perenye, Vas
Perenye  este un sat în districtul Szombathely, județul Vas, Ungaria, având o populație de 693 de locuitori (2011). 

## Demografie
Componența etnică a satului Perenye
     Maghiari (96,89%)
     Croați (1,15%)
     Alții (1,97%)
Componența confesională a satului Perenye
     Romano-catolici (70,85%)
     Fără religie (3,17%)
     Luterani (1,01%)
     Atei (1,01%)
     Necunoscută (23,95%)
Conform recensământului din 2011, satul Perenye avea 693 de locuitori. Din punct de vedere etnic, majoritatea locuitorilor (96,89%) erau maghiari, cu o minoritate de croați (1,15%).  Din punct de vedere confesional, majoritatea locuitorilor (70,85%) erau romano-catolici, existând și minorități de persoane fără religie (3,17%), luterani (1,01%) și atei (1,01%). Pentru 23,95% din locuitori nu este cunoscută apartenența confesională.